# North Kesteven
North Kesteven is een Engels district in het shire-graafschap (non-metropolitan county OF county) Lincolnshire en telt 116.000 inwoners. De oppervlakte bedraagt 922 km².
Van de bevolking is 18,2% ouder dan 65 jaar. De werkloosheid bedraagt 2,4% van de beroepsbevolking (cijfers volkstelling 2001).
De hoofdplaats van North Kesteven is Sleaford.